# Aptera fusca
Aptera fusca es una especie de insecto blatodeo de la familia Blaberidae, subfamilia Epilamprinae.

## Distribución geográfica
Se pueden encontrar en Sudáfrica.

## Sinónimos
- Blatta aptera Zschach, 1788.
- Perisphaeria cingulata Burmeister, 1838.
- Perisphaeria crassa Walker, 1868.
- Aptera lenticularis Saussure, 1864.
- Perisphaeria multicincta Walker, 1868.
- Nauphoeta rubricosa Walker, 1868.